# Ringo Starr
Sir Ringo Starr, pseudonimo di Richard Starkey (Liverpool, 7 luglio 1940), è un cantautore, batterista, polistrumentista, compositore, attore e pittore britannico.
Dal 1962 al 1970 è stato batterista e talvolta cantante o corista dei Beatles, per i quali ha anche composto due canzoni (Don't Pass Me By e Octopus's Garden). Fu, inoltre, coautore di alcuni altri brani. Dopo lo scioglimento del gruppo, ha intrapreso una carriera individuale sia come musicista che come attore cinematografico. Da appassionato di pittura, dipinge e sovvenziona molti premi nazionali inglesi.
Nel 2011 si è qualificato quattordicesimo nella lista dei migliori batteristi di tutti i tempi redatta dalla rivista Rolling Stone. Nel 2015 è entrato nella Rock and Roll Hall of Fame.

## Biografia

### Infanzia e adolescenza

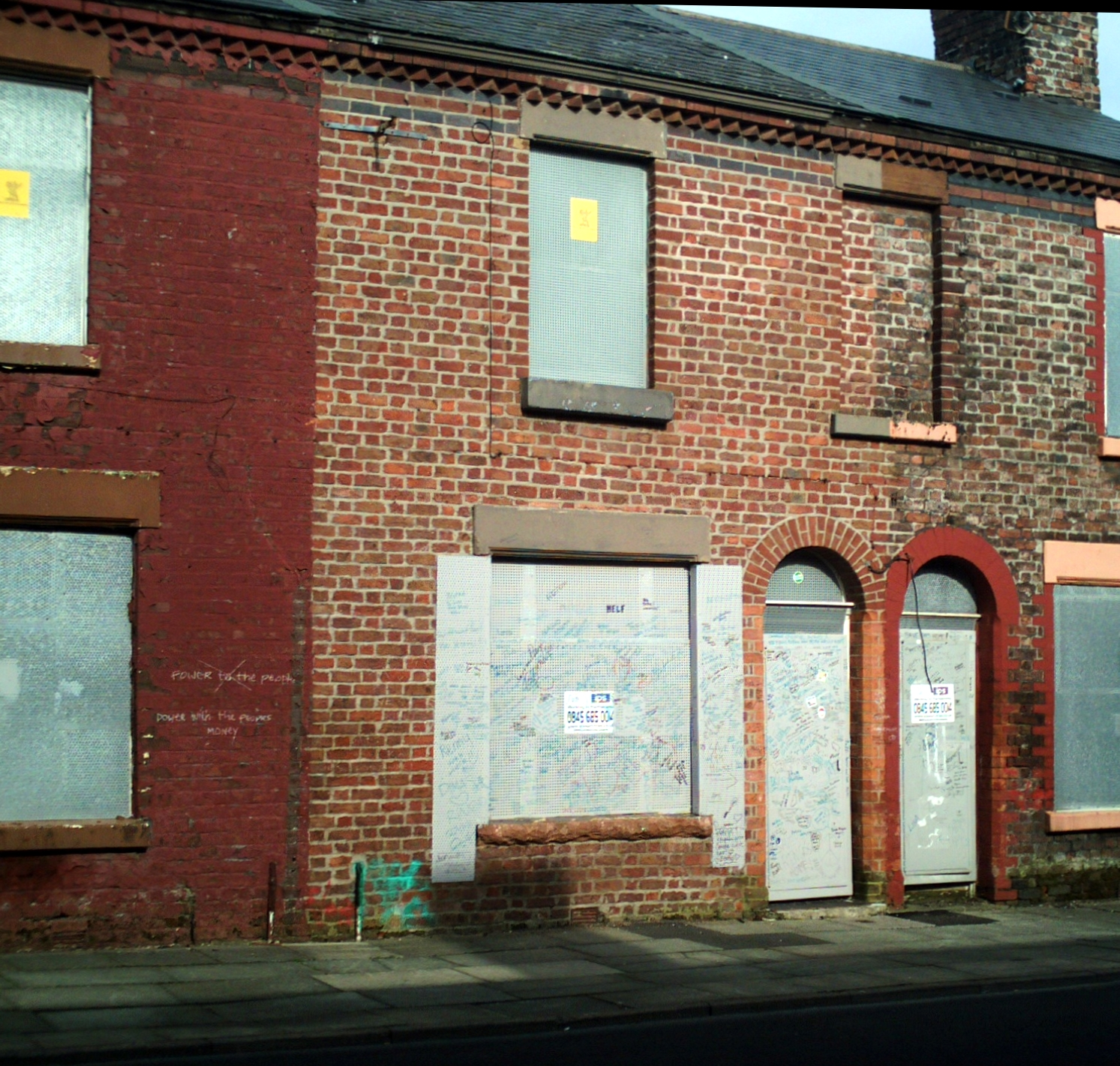
La casa di nascita di Ringo

Richard Starkey nacque nell'ambiente degradato di Dingle, zona operaia di Liverpool, da Richard Starkey ed Elsie Gleave. Aveva tre anni quando i suoi genitori si separarono, e così la madre Elsie si spostò insieme al figlioletto dall'abitazione di Madryn Street – dove Richard era nato – a una casa più piccola e modesta con due sole stanze da letto situata nella non lontana Admiral Grove.
Da piccolo, Ritchie fu perseguitato dalle malattie che danneggiarono la sua formazione scolastica. A sei anni fu operato di appendicite acuta, rimanendo per due mesi in stato di coma, dal quale riemerse dopo altri interventi che lo costrinsero a stare in ospedale per diversi mesi. A tredici anni, in seguito a complicazioni polmonari, il ragazzo fu ricoverato all'Heswall Children's Hospital nel Wirral in cui restò fino al 1955. Harry Graves, l'uomo che nel 1953 aveva sposato Elsie, contribuì a stimolare l'interesse del futuro Beatle per la musica comprandogli una batteria, strumento che il ragazzo imparò a padroneggiare proprio durante la permanenza nel sanatorio in cui era ricoverato.

### Gli inizi e la carriera coi Beatles (1957-1970)

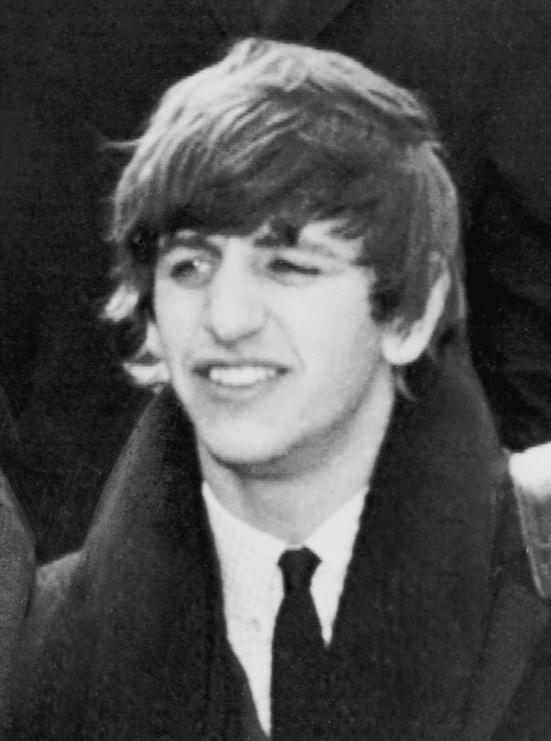
Starr nel 1964

Esordì nel 1957 con l'Eddie Clayton Skiffle Group, un gruppo formato da cinque ragazzi che lavoravano nella stessa ditta. Successivamente, nel marzo 1959, si unì al Darktown Skiffle Group e infine fu reclutato dagli Al Caldwell's Texans, che sarebbero in seguito diventati Rory Storm and the Hurricanes. Fu proprio Rory Storm che lo convinse ad adottare il nome d'arte di Ringo Starr. Gli Hurricanes divennero all'inizio degli anni sessanta il gruppo più popolare di Liverpool, e musicalmente Ringo ebbe modo di incrociare i Beatles in diverse occasioni. Una delle prime ebbe luogo nel 1960 ad Amburgo, dove i due gruppi si alternarono sul palco del Kaiserkeller.
La svolta artistica per Ringo Starr avvenne nell'agosto del 1962. I Beatles erano reduci dal provino del 6 giugno a Abbey Road, nel quale il produttore George Martin aveva obiettato sulle qualità del batterista Pete Best. Così per il manager Brian Epstein si rese necessario trovare un sostituto, che venne individuato in Ringo Starr. Il batterista, in quel periodo impegnato con Rory Storm al campo di Pwllheli, venne contattato da John Lennon e Paul McCartney e fu convinto a entrare nei Beatles. Come fu presto chiaro, lo stile e la personalità di Ringo si adattarono in breve tempo al nuovo gruppo e lo resero più coeso. Tuttavia, l'esordio in studio fu deludente: ascoltando la registrazione del 4 settembre 1962, George Martin considerò la prova di Ringo Starr poco soddisfacente e perciò per la sessione in studio della settimana successiva provvide a sostituirlo con il turnista Andy White, che suonò la batteria in Love Me Do e in P.S. I Love You.

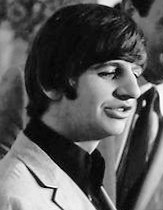
Ringo Starr nel 1965

Ringo si adattò a suonare il tamburello come rinforzo al rullante in Love Me Do, mentre in P.S. I Love You era alle maracas. Nonostante l'iniziale passo falso, Starr si amalgamò sempre più con gli altri tre componenti del gruppo e assieme a loro attraversò tutti gli anni sessanta, coprotagonista dello straordinario percorso musicale e artistico della formazione. Si legò sentimentalmente a Maureen Cox, una sua perseverante ammiratrice della prima ora, che sposò l'11 febbraio 1965 e da cui ebbe tre figli.
Soprannominato per il suo carattere introverso il «Beatle Triste», nella carriera con i Beatles compose soltanto due canzoni, ma a lui fu riservato in quasi tutti gli album del quartetto di Liverpool lo spazio per un'esibizione come cantante nonostante le sue modeste qualità vocali. Doveva essere un brano melodicamente piuttosto elementare in quanto, secondo l'opinione di Paul, «Lui non aveva una gamma vocale molto ampia, ma era bravo con brio e spirito, se il motivo era semplice e orecchiabile». Si distinse inaspettatamente anche per le doti di attore che gli consentirono, soprattutto nei decenni successivi, di affiancare più volte la propria attività di batterista a quella di attore – seppure in parti secondarie – in svariati film.

### L'esordio da solista (1970)

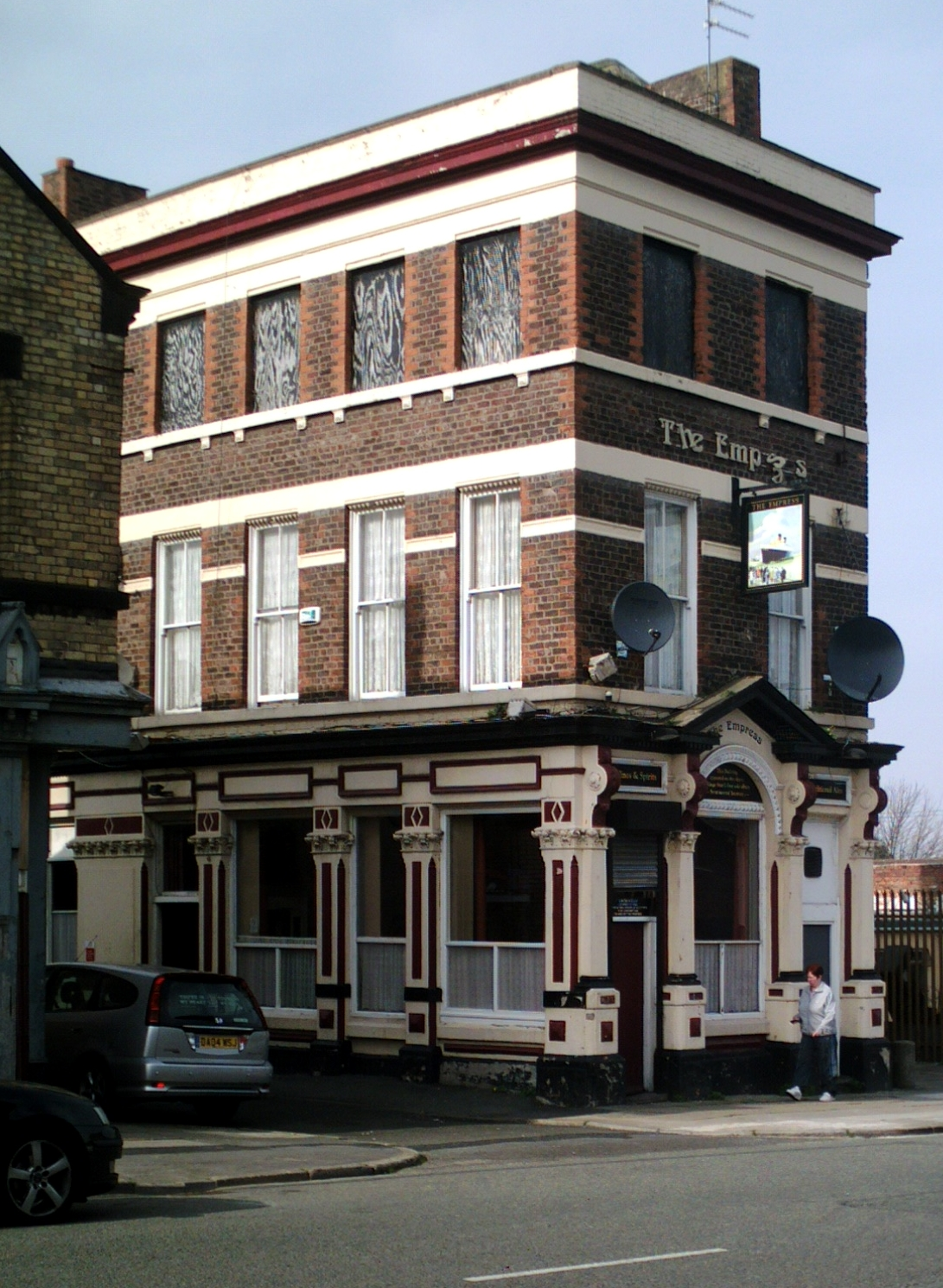
The Empress, il pub immortalato nella copertina di Sentimental Journey

Sul fronte discografico, Ringo ha esordito come solista poco prima della separazione dei Beatles con l'album Sentimental Journey (1970), una collezione di rifacimenti di vecchi brani portati al successo tra gli anni trenta e gli anni cinquanta da vari artisti (fra cui Doris Day, Fred Astaire e Louis Armstrong). L'album fu accolto tiepidamente dai fan e fu sonoramente stroncato dai critici che lo definirono inutile, caramelloso, noioso; Ringo si giustificò pubblicamente dichiarando:
A breve distanza seguì Beaucoups of Blues (1970), un album in tipico stile country and western, che confermava la sua predilezione per uno stile sostenuto e promosso già in alcune sue interpretazioni con i Beatles. Fu registrato a Nashville con i migliori turnisti locali disponibili e ricevette più consensi del precedente ed ebbe un buon riscontro di vendite.
Nello stesso periodo Starr, pur mentre il gruppo di Liverpool si avviava allo scioglimento, apparve in molti dischi di suoi colleghi (ad esempio in alcuni di John Lennon e George Harrison). La scalata al successo e alle classifiche di vendita iniziò però solo con i singoli It Don't Come Easy (1971), presentata anche al Concerto per il Bangladesh organizzato da George Harrison (da cui fu tratto l'album discografico triplo Concert for Bangla Desh) nell'agosto dello stesso anno e con Back Off Boogaloo (1972), entrambe sue composizioni.
L'attività cinematografica lo ha visto apparire nel film western Blindman (1971) ed impersonare Frank Zappa in 200 Motels (1971). Ha poi interpretato That'll Be the Day con David Essex (1973); ha diretto anche il lungometraggio Born to Boogie (1973), film biografico sulla vita di Marc Bolan.

### Successi individuali (1973-1974)

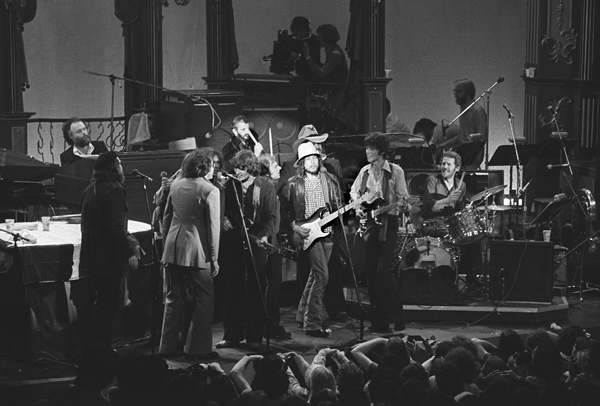
Sequenza di The Last Waltz. Il viso di Ringo è seminascosto da una delle bacchette

Alla fine del 1973 Starr arriva in testa alla classifica americana con l'album Ringo, forte di due primi posti a 45 giri con Photograph (nella Billboard Hot 100) e nel gennaio 1974 con You're Sixteen e di un buon piazzamento nei Top 10 con Oh My My. L'album rappresenta il suo successo più importante sotto il profilo sia artistico sia commerciale. È stato registrato con la partecipazione, tra gli altri, di John Lennon, Paul McCartney e George Harrison che hanno composto rispettivamente le canzoni I'm the Greatest (nella quale suonarono tutti i Beatles tranne Paul), Six O' Clock e Sunshine Life for Me. Il prodotto finale piace ai fans e viene lodato dai critici che ne apprezzano la freschezza creativa, le sonorità pop e le canzoncine kitsch. L'album si piazzò al settimo posto nel Regno Unito e al secondo negli Stati Uniti. L'autore Peter Doggett descrive Ringo come un modello per la carriera solista di Starr, affermando che, essendo prima un musicista piuttosto che un autore di canzoni, “si affidava ai suoi amici e al suo fascino, e se entrambi erano in funzione, i risultati erano di solito accattivanti”.
Il momento favorevole continua con l'album Goodnight Vienna (1974), che frutta a Starr due altri successi importanti: l'interpretazione di Only You (il "sempreverde" dei Platters), che raggiungerà il sesto posto negli Stati Uniti e il ventottesimo nel Regno Unito, e No No Song, che raggiunse la terza posizione nella classifica statunitense e fu il settimo successo consecutivo di Starr nella top ten. Goodnight Vienna venderà moltissimo (raggiungerà l'ottavo posto nel Regno Unito e il trentesimo negli Stati Uniti anche se non conferma la qualità musicale del precedente. Dal grigiore artistico dell'album emerge la canzone omonima composta da John Lennon, Snookeroo (che però non riuscirà ad entrare in classifica nel Regno Unito) scritta dalla coppia Elton John e Bernie Taupin, e No No Song di Hoyt Axton.
Sul fronte cinematografico, invece, Starr ha proseguito la sua attività recitando ne Il figlio di Dracula (1974) con Harry Nilsson ed apparendo in un cameo in Lisztomania (1975), ancora al fianco di David Essex. Nel 1975 inaugura una propria etichetta discografica Ring-O-Records, per poi passare però alla statunitense Atlantic Records. Nel 1976 è tra gli ospiti del concerto The Last Waltz, l'addio del gruppo storico di Bob Dylan, The Band; dall'evento venne poi ricavato due anni dopo il film L'ultimo valzer, frutto della registrazione integrale del concerto.

### Anni ottanta
Gli anni ottanta per Ringo Starr non sono un momento di grande creatività artistica, ma piuttosto un periodo in cui il batterista gode dell'infinita rendita derivante dai profitti dei Beatles, nonostante le cronache riportino di suoi problemi finanziari. Nel 1980 ha recitato come protagonista nel film Il cavernicolo al fianco di Barbara Bach. I due si sono sposati nell'aprile del 1981. Sul fronte discografico, dopo alcuni album mediocri della seconda metà degli anni settanta, Starr pubblica Stop and Smell the Roses (1981), realizzato con diversi produttori ed inciso in vari studi di registrazione.
È il suo album migliore da anni e gli procura l'ultimo ingresso in classifica con la canzone Wrack My Brain, scritta e prodotta da George Harrison. Dal punto di vista musicale il decennio degli Ottanta lo ha visto partecipare in più occasioni a dischi altrui, tra cui Tug of War (1982) e Pipes of Peace (1983) di Paul McCartney, e pubblicare un solo album passato pressoché inosservato, Old Wave (1983), fra l'altro neppure distribuito sui mercati inglese e americano. Si annovera anche qualche comparsa in progetti cinematografici e televisivi. Gravi problemi di alcolismo hanno segnato tutto il periodo motivando, in un certo qual senso, la scarsa attività artistica. Fra i pochi brani registrati nel periodo, figura You Know It Makes Sense, un brano contro l'eroina pubblicato sull'album Anti-Heroin Project - It's A Live In World.

### Anni novanta
Il successivo decennio si è invece mostrato più stimolante, se non altro per la ritrovata voglia di esibirsi dal vivo, come hanno dimostrato Ringo Starr and His All-Starr Band... (1990) e Live from Montreux (1993), due album live in cui sono stati ospiti della All-Starr Band membri degli Eagles, dei The Band, Nils Lofgren, Dr. John e tanti altri. Il ritorno in studio si è avuto con Time Takes Time (1992), un buon lavoro prodotto da Don Was con special guest varie (le più sorprendenti sono state quelle dei Jellyfish e dei Posies).
Le luci della ribalta si sono poi riaccese su di lui in occasione del lancio del progetto Anthology dei Beatles tra il 1995 ed il 1996 che, nonostante le critiche controverse, ha consolidato ulteriormente il mito del più famoso gruppo musicale del Novecento. Anche Vertical Man (1998) si è segnalato per il buon repertorio di brani, una ritrovata freschezza interpretativa ed un nutrito gruppo di all-star a supporto, tra cui Scott Weiland, Tom Petty, Alanis Morissette, Paul McCartney e George Harrison. Nell'album Ringo Starr ha fatto i conti col passato incidendo una nuova versione di Love Me Do, unico brano dei Beatles (insieme ad alcuni famosi brani del celebre White album in cui Ringo se ne andò a causa dei litigi e venne sostituito da Paul McCartney, per poi tornare dopo due settimane) in cui, nell'incisione originale, non compariva ufficialmente alla batteria. I Wanna Be Santa Claus, pubblicato nel 1999, è invece una raccolta di standard natalizi, in cui Starr ha riproposto la vecchia incisione dei Beatles Christmas Time Is Here Again ed altri classici. Due le canzoni nuove da lui composte, la title track e Dear Santa.

### Anni 2000 e 2010

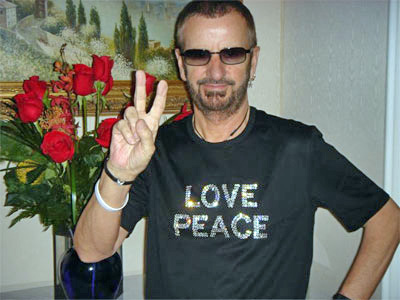
Ringo nel 2007

Tra la fine del 2000 e l'inizio del 2001, l'antologia 1 dei Beatles, che raccoglie tutti i singoli "numero uno" ha raggiunto i primi posti delle classifiche di tutto il mondo, regalando anche a Ringo Starr un rinnovato momento di popolarità. Il batterista ha continuato, nel frattempo, ad esibirsi regolarmente dal vivo con la sua All-Starr Band, il cui organico si è rinnovato annualmente. I momenti migliori dei concerti sono stati poi raccolti nel cofanetto The Anthology... So Far (2001), uscito per celebrare il decimo anniversario della formazione.
Nel novembre del 2002 partecipa da protagonista al "Concert for George" ad un anno esatto dalla scomparsa di Harrison. Nella primavera del 2003, Starr ha quindi pubblicato l'album Ringo Rama, a cui tra gli ospiti hanno partecipato Eric Clapton, David Gilmour e Willie Nelson, il singolo di successo e Never Without You, dedicata a George Harrison. Successivamente è uscito Choose Love (2005). Del 2010 è Y Not, nuovo album di inediti, pubblicato il 12 gennaio dall'etichetta discografica Universal. Il disco contiene una traccia in cui Starr collabora con Paul McCartney, la canzone Walk with You.
Nel giugno del 2007, tramite il suo sito ufficiale, Ringo ha annunciato il suo ritorno alla EMI, sua casa discografica dal 1962 al 1975. Primo segno tangibile di questa rinnovata intesa è stata la pubblicazione (il 28 agosto 2007) della raccolta Photograph: The Very Best of Ringo che, un po' a sorpresa, ha riportato il suo nome nei Top 30 britannici, cosa che non accadeva dal 1974 quando uscì l'album Goodnight Vienna. Da tempo i fan chiedevano a gran voce una compilation che coprisse la sua intera carriera solista: Photograph: The Very Best of Ringo soddisfa a tutti gli effetti questo bisogno, in quanto include una selezione di brani che va da Beaucoups of Blues del 1970 a Fading in Fading out del 2005. Contemporaneamente all'uscita della raccolta sono stati pubblicati su iTunes i quattro album di Ringo per la EMI: Sentimental Journey, Beaucoups of Blues, Ringo e Goodnight Vienna. Nel gennaio 2008 ha pubblicato, sempre con la EMI, l'album Liverpool 8. Il 31 marzo 2015 pubblica l'album Postcards from Paradise.
Il 14 agosto 2016 la nipote Tatia (figlia di Zak) dà alla luce il suo primo figlio chiamato Stone Zakomo Low, nato dalla relazione tra lei e Adam Low, rendendo Zak nonno per la prima volta e quindi Ringo bisnonno.
Il 25 ottobre 2019 esce il suo 20º album da solista What's My Name, anticipato dall'omonimo singolo uscito il 14 Settembre 2019. La traccia numero 3, Grow Old with Me è una cover della canzone di John Lennon, contenuta nell'album postumo Milk and Honey e vede insieme a collaborare ancora una volta Ringo con Paul McCartney. Nello stesso periodo annuncia il volere di tornare a organizzare tournée con il suo supergruppo, ma il tour viene cancellato a seguito della pandemia da COVID-19.

### Anni 2020
Il 19 marzo 2021 viene pubblicato Zoom In, un EP di cinque tracce. Il 24 settembre dello stesso anno, Starr pubblica Change the World, un EP con quattro tracce, tra cui una cover di Rock Around the Clock, con Nathan East al basso e Joe Walsh alla chitarra.. Segue EP3 del 16 settembre 2022 e Rewind Forward il 13 ottobre 2023, EP di quattro tracce pubblicato sotto forma di CD, cassetta, vinile e su piattaforme digitali.
Il 2024 vede la pubblicazione di Crooked Boy, accompagnato però dalla cancellazione del suo nuovo tour a causa di una malattia; questo è stato compensato dall'annuncio di un nuovo album di inediti, Look Up, uscito nel 2025 e con ispirazioni Country, l'album presenta la partecipazione di T Bone Burnett nonché di altre celebrità ed è composto di 11 canzoni, di cui 3 singoli.

## Il ruolo nei Beatles

### Stile batteristico
Il suo stile batteristico, assai particolare e per molti versi innovativo era estremamente preciso, al punto che durante le sedute di registrazione dei Beatles i suoi errori si potevano contare sulle dita di una mano.
Il giornalista Robyn Flans, in un articolo per la Percussive Arts Society, ha affermato che il numero di batteristi che gli hanno confidato di essere stati ispirati da Ringo Starr è incalcolabile. Fra i suoi estimatori spiccano Phil Collins, Jim Keltner, Max Weinberg (batterista della E Street Band), il sessionman Kenny Aronoff, i jazzisti Steve Jordan e Greg Bissonette, Eric Carr (Kiss), Pat Torpey (Mr.Big), Chad Smith (Red Hot Chilli Peppers) e Dave Grohl (Nirvana, Foo Fighters).
A livello tecnico si notano immediatamente la personale tecnica nell'uso della mano dominante che era molto veloce e dotata di grande resistenza e la seduta assai elevata. I suoi fill erano insoliti e fantasiosi (la loro originalità era aumentata dal fatto che suonasse da mancino una batteria per destri). In generale suonava in maniera estremamente melodica, diventando spesso peculiare per la canzone, al punto che ascoltando certi brani è possibile individuarli anche solo ascoltandone la batteria. Esempi di queste idee si ritrovano ad esempio nell'introduzione di Come Together o in A Day in the Life e Here Comes the Sun dei Beatles.
Come i suoi colleghi nei Beatles, anche Ringo ha contribuito ad aspetti prettamente legati al suono e alla produzione del suo strumento, per esempio essendo tra i primissimi a cambiare l'accordatura dei tom da quella standard jazz a quella che oggi domina nella musica leggera, e a promuovere le sordine per la batteria (per esempio usando fazzoletti per i tom e coperte per la cassa).

### Compositore e cantante
Nel periodo di militanza nei Beatles Ringo non fu molto prolifico come compositore: per il quartetto scrisse soltanto Don't Pass Me By (The Beatles) e Octopus's Garden (Abbey Road). Nel film Let It Be si vede George Harrison che aiuta Ringo a comporre il ritornello. Starr risulta inoltre accreditato come coautore assieme a Lennon e McCartney in What Goes On (Rubber Soul), With a Little Help from My Friends (Sgt.Pepper 's Lonely Hearts Club Band)e assieme a Lennon, McCartney e Harrison in Flying (Magical Mystery Tour) e Dig It (Let It Be).
Ringo Starr è accreditato come autore o coautore nei seguenti brani dei Beatles:
1. What Goes On (Rubber Soul, 1965) - accreditato a Lennon, McCartney, Starkey
2. 12-Bar Original (registrato nel 1966, ma pubblicato in Anthology 2, 1996) - accreditato a Lennon, McCartney, Harrison, Starkey
3. Flying (Magical Mystery Tour, 1967) - accreditata come composizione di gruppo
4. Christmas Time (Is Here Again) (registrato nel 1967, ma pubblicato come lato B del singolo Free as a Bird, 1995) - accreditato come composizione di gruppo
5. Don't Pass Me By (The Beatles, 1968) - autore unico
6. Octopus's Garden (Abbey Road, 1969) - autore unico
7. Dig It (Let It Be, 1969) - accreditato come composizione di gruppo
8. Maggie Mae (Let It Be, 1969) - brano tradizionale di Liverpool, reinterpretato dal gruppo
9. Free as a Bird (Anthology 1, 1995) - brano originale di Lennon; versione dei Beatles accreditata come composizione di gruppo

Starr con i Beatles si occupò prevalentemente all'accompagnamento strumentale, e solo occasionalmente gli furono affidate parti vocali: I Wanna Be Your Man, Act Naturally, Boys, Yellow Submarine, With a Little Help from My Friends, Good Night, le canzoni più famose da lui interpretate.

## Altre attività

### Cinema
In contrapposizione alla personalità di musicista, Starr vanta invece una discreta carriera cinematografica, iniziata durante la carriera con i Beatles (Help! e A Hard Day's Night, entrambi di Richard Lester, in Italia noti rispettivamente come Aiuto! e Tutti per uno) e protrattasi durante tutti gli anni settanta. A parte quelli girati durante la parentesi beatlesiana, il primo film a cui prese parte fu Candy e il suo pazzo mondo (1968), nel quale ebbe una parte al fianco di Charles Aznavour, Marlon Brando ed Ewa Aulin. Successivamente recitò in The Magic Christian (1969), con Peter Sellers e Raquel Welch, e in molte altre pellicole.

## Strumentazione
Per quanto riguarda la sua strumentazione (nella carriera con i Beatles) Ringo usò varie batterie. La prima in assoluto fu la Premier Duroplastic (in mogano, utilizzata per incidere tutto l'album Please Please me del 1963): cassa 20"x14", tom 12"x8", timpano 14"x14" e rullante 14"x4". Dal febbraio del 1964, firmò un contratto con la Ludwig, batteria che utilizza ancora oggi. Il suo primo e storico set, è il Ludwig Classic Maple 3 piece nella famosissima finitura Black Oyster Pearl, composto da: cassa 20"x14", tom 12"x8", timpano 14"x14" e rullante a parte, il rarissimo Ludwig Jazz Festival (nella medesima finitura) 14"x5". Dal 1965-66 fino al 1967 Ringo utilizza una Ludwig Super Classic Maple (sempre in Black Oyster Pearl) con le seguenti misure: cassa 22"x14", tom 13"x9", timpano 16"x16" e lo stesso Ludwig Jazz Festival 14"x5". Dal 1968 fino al 1969, per la prima volta Ringo inserisce un secondo tom, cambiando finitura della sua Ludwig Maple modello Hollywood in Natural Maple finish. Questa batteria si può notare bene nelle riprese dell'album Let It Be e nello storico live dei Beatles On the Rooftop: cassa 22"x14", tom 12"x8", tom 13"x9", timpano 16"x16" e come rullante il solito Jazz Festival.
I piatti da lui utilizzati, tuttora sono Zildjian, modello Avedis. Il suo set era formato da: hit hat 14", crash 18", ride 20" (suonato quasi sempre come un normale crash). Come si può notare in numerose tracce dei Beatles, il piatto da 20" spesso era con i rivetti (sizzle), ne sono testimoni alcune foto o filmati, ma soprattutto le particolari sfumature di suono che questo piatto produce e che contraddistingue il sound inimitabile di Ringo Starr.

## Discografia
Album in studio
- 1970 - Sentimental Journey
- 1971 - Beaucoups of Blues
- 1973 - Ringo
- 1974 - Goodnight Vienna
- 1976 - Ringo's Rotogravure
- 1977 - Ringo the 4th
- 1978 - Bad Boy
- 1981 - Stop and Smell the Roses
- 1983 - Old Wave
- 1992 - Time Takes Time
- 1998 - Vertical Man
- 1999 - I Wanna Be Santa Claus
- 2003 - Ringorama
- 2005 - Choose Love
- 2008 - Liverpool 8
- 2010 - Y Not
- 2012 - Ringo 2012
- 2015 - Postcards from Paradise
- 2017 - Give More Love
- 2019 - What's My Name
- 2025 - Look Up

Raccolte
- 1975 - Blast from Your Past
- 1978 - A Collection of Hits 1970-1978
- 1989 - Starr Struck: Best of Ringo Starr, Vol.2
- 2007 - Photograph: The Very Best of Ringo
- 2008 - Ringo 5.1: The Surround Sound Collection

Partecipazioni
- 1970 - John Lennon/Plastic Ono Band, John Lennon
- 1970 - All Things Must Pass, George Harrison
- 1972 - The Concert for Bangladesh
- 1997 - Flaming Pie, Paul McCartney

## Filmografia

### Cinema
- Tutti per uno (A Hard Day's Night), regia di Richard Lester (1964)
- Aiuto! (Help!), regia di Richard Lester (1965)
- Yellow Submarine, regia di George Dunning (1968)
- Candy e il suo pazzo mondo (Candy), regia di Christian Marquand (1968)
- Le incredibili avventure del signor Grand col complesso del miliardo e il pallino della truffa (The Magic Christian), regia di Joseph McGrath (1969)
- Let It Be - Un giorno con i Beatles (Let It Be), regia di Michael Lindsay-Hogg (1970) – documentario
- 200 Motels, regia di Frank Zappa e Tony Palmer (1971)
- Blindman, regia di Ferdinando Baldi (1971)
- That'll Be the Day, regia di Claude Whathan (1973)
- Il figlio di Dracula (Son of Dracula), regia di Freddie Francis (1974)
- Lisztomania, regia di Ken Russell (1975)
- Sextette, regia di Ken Hughes (1978)
- L'ultimo valzer (The Last Waltz), regia di Martin Scorsese (1978)
- Ziggy Stardust and the Spiders from Mars, regia di D. A. Pennebaker (1979) – documentario
- Uragano Who (The Kids Are Alright), regia di Jeff Stein (1979)
- Il cavernicolo (Caveman), regia di Carl Gottlieb (1981)
- Broad Street (Give My Regards to Broad Street), regia di Peter Webb (1984)
- The Return of Bruno, regia di James Yukich (1987)
- Mi chiamano Radio (Radio), regia di Michael Tollin (2003)
- George Harrison: Living in the Material World, regia di Martin Scorsese (2011)
- Vite da popstar (Popstar: Never Stop Never Stopping), regia di Akiva Schaffer e Jorma Taccone (2016)
- The Beatles: Eight Days a Week - The Touring Years, regia di Ron Howard (2016) – documentario

### Televisione
- Magical Mystery Tour, regia di Bernard Knowles con i The Beatles – film TV (1967)
- La punta (The Point!), regia di Fred Wolf – film TV (1971)
- Monty Python's Flying Circus – serie TV, episodio 3x02 (1972)
- Ringo, regia di Jeff Margolis – film TV (1978)
- La principessa Daisy (Princess Daisy), regia di Waris Hussein – miniserie TV (1983)
- Alice in Wonderland, regia di Harry Harris – miniserie TV (1985)
- Sabrina, vita da strega (Sabrina, the Teenage Witch) – serie TV, episodio 3x06 (1998)
- The Beatles: Get Back, regia di Peter Jackson – docuserie (2021)

### Doppiatore
- Il trenino Thomas (Thomas & Friends) – serie animata, 52 episodi (1984-1986)
- I Simpson (The Simpsons) – serie animata, episodio 2x18 (1991)

## Doppiatori italiani
Nelle versioni in italiano dei suoi film, Ringo Starr è stato doppiato da:
- Pino Locchi in Tutti per uno, Aiuto!, Magical Mystery Tour, Yellow Submarine, Candy e il suo pazzo mondo, Il cavernicolo, Broad Street
- Renato Cortesi ne Le incredibili avventure del signor Grand col complesso del miliardo e il pallino della truffa
- Carlo Alighiero in Blindman
- Mauro Magliozzi in Vite da popstar

Da doppiatore è stato sostituito da:
- Angelo Maggi ne Il trenino Thomas

## Nella cultura di massa
- Viene citato dalla protagonista del film (500) giorni insieme (Zooey Deschanel) come suo musicista preferito, causando nel suo compagno una reazione stupita.
- Viene citato nel film Sister Act - Una svitata in abito da suora dalla protagonista (Whoopi Goldberg) quando, ancora bambina, vuole prendere in giro l'insegnante, una suora, che le ha appena chiesto i nomi degli evangelisti.
- È più volte citato nella serie animata de I Simpson, nella quale si scopre essere la passione di Marge Simpson che lo immortala, inoltre, in numerosi dei suoi dipinti.
- È l'ispirazione dietro i biscotti Ringo, creati da Mario Pavesi negli anni '60 all'apice del successo dei Beatles, nel tentativo di creare una merenda che piacesse anche agli adolescenti.
- I Pinguini Tattici Nucleari (gruppo indie italiano) lo hanno omaggiato con il titolo della loro canzone Ringo Starr presentata al Festival di Sanremo 2020. La canzone si è classificata 3ª, ma nella classifica provvisoria del televoto è arrivata 2ª con solo l'1,7% di svantaggio su Francesco Gabbani (2º nella classifica generale) e con il 13,3% di vantaggio su Diodato, vincitore del festival.